# Cistos coledocianos
Cistos coledocianos são condições congênitas associadas com dilatações císticas benignas dos ductos biliares.
A maioria deles se apresentam com mais frequência em crianças antes dos 10 anos de idade, sendo rara a apresentação em adultos. A tríade classíca de seus sintomas (dor abdominal, icterícia e uma massa abdominal no quadrante superior direito) é encontrada numa minoria dos pacientes.
Aproximadamente 20% dos casos tornam-se sintomáticos apenas na idade adulta.

## Tratamento
Os cistos coledocianos são tratados com excisão cirúrgica do cisto com uma formação de uma anastomose com o ducto biliar. As complicações futuras incluem colangite e um risco de 2% de malignidade, que pode se desenvolver em qualquer parte da árvore biliar.